# Hattmatt
Hattmatt é uma comuna francesa na região administrativa de Grande Leste, no departamento Baixo Reno. Estende-se por uma área de 4,16 km². Em 2010 a comuna tinha 701 habitantes (densidade: 168,5 hab./km²).